# Grottes de Juxtlahuaca

Localisation, en bas à gauche, de Juxtlahuaca, par rapport à d'autres sites préclassiques.

Les grottes de Juxtlahuaca ([xuʃtɬaˈwaka]) sont un ensemble de cavités souterraines mexicaines de l'État du Guerrero, où ont été découvertes des peintures murales utilisant des motifs et représentant des sujets caractéristiques de l'iconographie olmèque. Ce sont les peintures rupestres les plus anciennes de Mésoamérique avec celles de la grotte d'Oxtotitlán (en), qui se trouve à proximité, et c'est le seul exemple connu d'art rupestre mésoaméricain en dehors de l'aire culturelle maya.

## La grotte
Le site archéologique de Juxtlahuaca est situé dans un parc national, à environ 52 km au sud-est de Chilpancingo. Le système de cavités souterraines s'étend sur environ 5 km ; la première exploration complète connue remonte à 1975 (par un guide local appelé "El Chivo"), et au moins trois autres ont été organisées : en 1976 (par Arturo Lozano Hube), ainsi qu'en 1990 et 1995 (dirigées par Eduardo Llamosa Neuman). Les grottes sont ouvertes au public, et sont fréquemment visitées par des spéléologues. Les peintures se trouvent à près d'un kilomètre de l'entrée d'une longue caverne ; le temps de descente est proche de deux heures et certains passages sont immergés.

## Les peintures

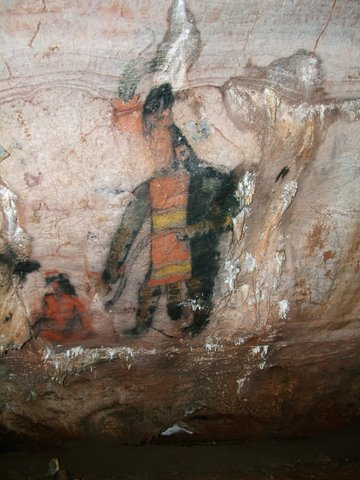
Peinture 1.

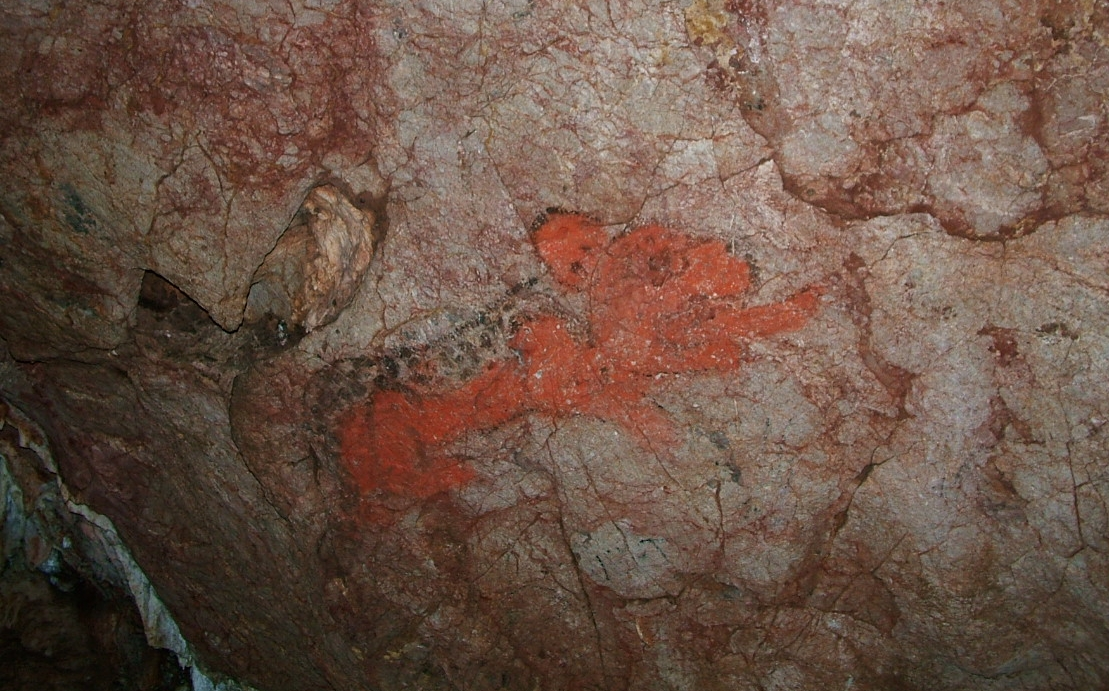
Jaguar rouge.

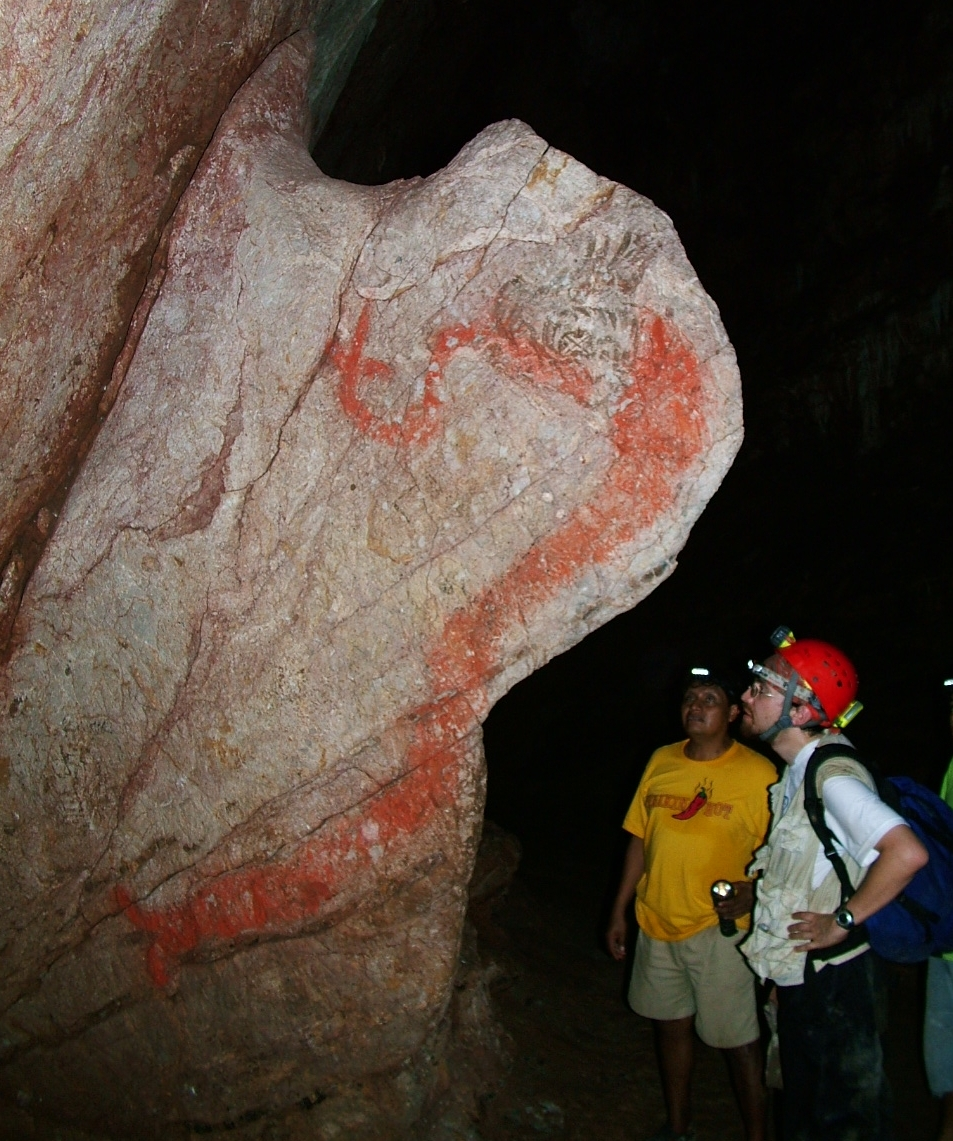
Serpent à plumes.

La peinture 1 représente un homme de grande taille qui semble porter une barbe noire, une cape noire, une tunique rayée, de la fourrure de jaguar sur les bras et les jambes, une queue de jaguar et une coiffe complexe. Il tient dans sa main gauche un objet en forme de serpent ou de corde, et dans sa main droite un trident, qu'il brandit vers un personnage nettement plus petit et assis par terre. Cette grande peinture d'environ 2 mètres de haut est une des rares représentations de style olmèque de domination d'un personnage par un autre, avec celles du monument 2 de Chalcatzingo et l'autel 4 de La Venta ; certains chercheurs l'ont interprété comme une scène de sacrifice humain.
Une autre peinture représente un serpent à plumes rouge avec des plumes vertes, près d'un jaguar rouge avec de grandes oreilles.
Les peintures sont connues depuis au moins les années 1920, mais n'ont été documentées par des professionnels que depuis les travaux de Gillett Griffin et Carlo T. E. Gay en 1967. Le mésoaméricaniste Michael D. Coe a estimé que la réalisation de ces peintures remonte probablement à l'époque préclassique, entre 1200 et 900 avant notre ère, mais il faudrait des techniques de datation précises pour le confirmer. Juxtlahuaca n'est associé, à ce que l'on en sait, à aucune des grandes villes de l'époque, et on ne connaît pas les conditions qui ont permis la réalisation de ce type d'art d'influence olmèque aussi loin de l'aire culturelle olmèque.

## Autres artefacts
Une douzaine de squelettes ont été trouvés plus ou moins partialement enterrés. Un canal de 80 m de long a été creusé dans l'argile.